# Пишково (Гагарінський район)
Пишково (рос. Пышково) — присілок Гагарінського району Смоленської області Росії. Входить до складу Акатовського сільського поселення.
Населення — 288 осіб (2007 рік). 